# Guillermo Pérez (színművész)
Guillermo José Pérez Rupérez, spanyol nyelvterületen kívüli ismertebb nevén csak Guillermo Pérez (Caracas, Venezuela 1971. január 28. –) venezuelai modell és színész.

## Élete
Guillermo Pérez 1971. január 28-án született Caracasban. Párizsban dolgozott modellként. 1997-ben részt vett a Mister Venezuela versenyen. 1998-ban a Niña mimada című telenovellában debütált mint színész. Egy évvel később megkapta a Luisa Fernanda főszerepét Scarlet Ortiz mellett. 2000-ben a Celoso című filmben Tomot alakította.

## Filmszerepei
- Niña mimada (1998) ... Vladimir Mogollón
- Luisa Fernanda (1999) ... Rodolfo Arismendi
- Celoso (2000) ... Tom
- A szerelem varázsa (2000) ... Gabriel Salazar
- Soledad (2001) ... Miguel Ángel Olivares
- Lorenzo asszonya (2003) ... Lorenzo Valenzuela
- Az élet gyönyörű oldala (2004) ... Darío Antonetti
- Decisiones (2005)
- Mi prima ciega (2007)... Rafael Rengifo
- Libres como el viento(2009-2010) ... Dionisio
- La mujer perfecta ... Rubén

## Fordítás
- Ez a szócikk részben vagy egészben  a   Guillermo Pérez (aktor) című lengyel Wikipédia-szócikk fordításán alapul.  Az eredeti cikk szerkesztőit annak laptörténete sorolja fel. Ez a jelzés csupán a megfogalmazás eredetét és a szerzői jogokat jelzi, nem szolgál a cikkben szereplő információk forrásmegjelöléseként.